# 板倉勝己
板倉 勝己（いたくら かつみ）は、江戸時代後期の大名。陸奥国福島藩11代藩主。諱は勝尚（かつひさ）ともいう。官位は従五位下・甲斐守。重昌流板倉家第14代。

## 略歴
先代藩主・板倉勝顕の長男。母は側室の野村氏。正室は岡部長寛の娘・簾子、継室は渡辺当忠の娘。
慶応2年（1866年）5月2日、父・勝顕の隠居により家督を相続した。幕府から江戸市中取り締まりを命じられた。慶応4年（1868年）3月1日、重臣渋川教之助（後の板倉勝達）を上洛させて、新政府へ恭順の姿勢を示した。新政府の命令により、藩主勝己は江戸から福島に戻り、会津征討の準備に入った。奥羽鎮撫総督参謀・少将醍醐忠敬を受け入れて、奥羽軍事局を設置した。しかし、奥羽越列藩同盟の結成に伴い、佐幕派に転じることになった。閏4月20日、世良修蔵暗殺に福島藩士も加わった。
明治元年（1868年）7月29日、新政府軍による二本松城の攻略をうけて、福島城を開城し、米沢に避難した。同年9月15日、父・勝顕と共に新政府に降伏した。同年9月20日、城下での謹慎を命じられる。10月、東京に移り謹慎した。同年12月7日、新政府から隠居を命じられる。同年12月18日、板倉勝定（11代勝長の次男）の長男の勝達が家督を相続した。明治2年（1869年）9月28日、御咎隠居を赦される。大正13年（1924年）に死去した。

## 系譜
父母
- 板倉勝顕（父）
- 野村氏（母） - 側室

正室、継室
- 簾子（正室） - 岡部長寛の娘
- 藤子（継室） - 渡辺当忠の娘

養子
- 板倉勝達 - 板倉勝定の長男